# Oreohelix vortex
Oreohelix vortex är en snäckart som beskrevs av S. S. Berry 1932. Oreohelix vortex ingår i släktet Oreohelix och familjen Oreohelicidae. IUCN kategoriserar arten globalt som sårbar. Inga underarter finns listade i Catalogue of Life.